# گو ریجو
گو ریجو (انگلیسی: Gō Rijū؛ زادهٔ ۳۱ ژوئیهٔ ۱۹۶۲) بازیگر، و کارگردان فیلم اهل ژاپن است.
از فیلم‌ها یا برنامه‌های تلویزیونی که وی در آن نقش داشته‌است می‌توان به میشیما: یک زندگی در چهار بخش اشاره کرد.